# Ербас Белуга
Ербас Белуга (енгл. Airbus Beluga), техничке ознаке A300-600ST је у ствари модификовани А300 како би могао да понесе терет велике величине. Овај авион прилично необичног изгледа који подсећа на врсту китова по којој је и добио име, први пут је полетео у септембру 1994. До сада је произведено само 5 комада и Ербас их првенствено користи за превоз компонената (трупа, крила и сл) између своје две фабрике за финално склапање авиона у Тулузу и Хамбургу али лете и чартере за друге потребе. 
Спецификације:
- Дужина: 56,1m
- Распон крила: 44,8m
- Висина: 17,2m
- Максимална маса: 155
- Маса празног: 108
- Долет под пуним оптерећењем: 2.400
- Максимални долет: 4.000